# Lockheed EC-130H Compass Call
Lockheed EC-130H Compass Call là một loại máy bay tác chiến điện tử của Không quân Hoa Kỳ (USAF) được phát triển dựa trên Lockheed C-130 Hercules. Nó được sửa đổi kỹ thuật rất nhiều để làm nhiệm vụ phá vỡ khả năng liên lạc chỉ huy và kiểm soát của kẻ thù, Áp chế Phòng không Đối phương (Suppression of Enemy Air Defenses - SEAD), thực hiện tấn công truy cập thông tin và thực hiện các loại tấn công điện tử khác. Các gói nâng cấp theo kế hoạch sẽ bổ sung khả năng tấn công hệ thống radar thu nhận và cảnh báo sớm. Đóng quân tại Căn cứ Không quân Davis–Monthan ở Arizona, những chiếc EC-130H có thể được triển khai trên toàn thế giới trong thời gian ngắn để hỗ trợ cho các lực lượng tác chiến đặc biệt, tác chiến trên không và trên mặt nước của Hoa Kỳ và đồng minh.
EC-130H là một trong ba máy bay tác chiến điện tử chính của Mỹ, cùng với Boeing EA-18G Growler và F-16CJ Fighting Falcon, tất cả đều có thể áp chế hệ thống phòng không đối phương bằng cách gây nhiễu thông tin liên lạc, radar, hệ thống định vị, các mục tiêu chỉ huy và kiểm soát.
Tháng 9 năm 2017, USAF đưa ra thông báo L3 Technologies sẽ đóng vai trò là nhà tích hợp hệ thống hàng đầu cho EC-130H trong tương lai dựa trên máy bay phản lực thương gia Gulfstream G550. Máy bay EC-130H mới sau khi tích hợp đã được chỉ định với tên gọi là EC-37B.

## Thiết kế

### Phi hành đoàn
EC-130H mang theo phi hành đoàn 13 người. Trong đó, bốn người phụ trách xử lý chuyến bay và điều hướng máy bay (gồm có người chỉ huy máy bay, phi công phụ, hoa tiêu và kỹ sư bay), chín người còn lại thuộc nhóm chiến đấu phụ trách vận hành và sử dụng thiết bị tác chiến điện tử được tích hợp cố định vào khoang chở hàng/khoang nhiệm vụ. Chín người gồm có: người chỉ huy nhóm chiến đấu (sĩ quan tác chiến điện tử), sĩ quan hệ thống vũ khí (sĩ quan tác chiến điện tử), giám sát viên nhóm chiến đấu (một nhà ngôn ngữ học mật mã có kinh nghiệm), bốn nhà điều khiển phân tích (nhà ngôn ngữ học), một nhà điều khiển thu nhận và một kỹ thuật viên bảo trì trên không.

### Máy bay
Phi đội EC-130H bao gồm sự kết hợp của máy bay Baseline 1 và Baseline 2.
EC-130H Baseline 1 Block 35 mang lại cho Lực lượng Không quân các khả năng bổ sung để gây nhiễu thông qua công suất bức xạ hiệu quả cao hơn, dải tần số mở rộng và chèn xử lý tín hiệu kỹ thuật số so với những chiếc EC-130H ban đầu.
Máy bay Baseline 1 có tính linh hoạt để bắt kịp với các công nghệ mới của đối phương. Nó giúp thúc đẩy nâng cao trình độ, độ thành thạo, bảo trì và khả năng duy trì hoạt động của phi hành đoàn với cấu hình phi đội thông thường, giao diện vận hành mới, nâng cao độ tin cậy, khả năng phát hiện lỗi tốt hơn.
Máy bay Baseline 2 có một số nâng cấp để giảm bớt khối lượng công việc của người vận hành và nâng cao hiệu quả. Việc liên lạc bên ngoài giữa các máy bay với nhau được cải thiện cho phép các đội EC-130H duy trì nhận thức tình huống cũng như kết nối trong môi trường chiến thuật và tác chiến phức tạp. Khả năng liên lạc của máy bay được nâng cao nhờ việc mở rộng kết nối liên lạc vệ tinh tương thích với các cấu trúc DoD mới, tăng mạng lưới phối hợp đa tài sản, và thiết bị đầu cuối liên kết dữ liệu được nâng cấp.
Máy bay Baseline 2 đem lại cho Lực lượng Không quân sức mạnh tương đương với "khả năng tấn công điện tử thế hệ thứ năm", giúp tối ưu hóa hiệu suất và khả năng sống sót của máy bay.
Phần lớn các cải tiến của máy bay Baseline 2 là các sửa đổi điều chỉnh được phân loại theo hệ thống nhiệm vụ nhằm nâng cao độ chính xác và tăng cường khả năng tấn công.

## Lịch sử hoạt động
EC-130H thực hiện chuyến bay đầu tiên năm 1981, sau đó được bàn giao cho Không quân Mỹ vào năm 1982 và đạt hiệu suất hoạt động ban đầu vào năm 1983.
Tất cả các máy bay này đều được giao cho Bộ tư lệnh Tác chiến Trên không (ACC). Nó được vận hành bởi Nhóm Tác chiến Điện tử 55 (ECG) gồm có hai đội tác chiến (Đội Tác chiến Điện tử 41 và 43 (ECS)), một đơn vị huấn luyện chính thức (Đội Tác chiến Điện tử 42), Đội Hỗ trợ Tác chiến 755 (OSS), và Đội Bảo dưỡng Máy bay 755 (AMXS). Nhóm Tác chiến Điện tử 55 là đơn vị được thuê bởi Phi đội 355 tại Căn cứ Davis-Monthan, Arizona. Mặc dù đặt tại Davis-Monthan, nhưng nhóm này không báo cáo hoạt động của mình cho Phi đội 355 mà báo cáo cho Phi đội 55 đóng tại Căn cứ Không quân Offutt ở Nebraska.
EC-130H đã từng được sử dụng ở Nam Tư, Haiti, Panama, Iraq, Afghanistan và nhiều nơi khác.
Từ năm 2002 đến năm 2015, những chiếc EC-130H tham gia Chiến dịch Tự do Bền vững và Chiến dịch Người canh gác của Tự do đã bay tổng cộng hơn 40.000 giờ trong 6.900 phi vụ chiến đấu.
Ngày 15 tháng 1 năm 2020, chiếc EC-130H đầu tiên (số hiệu 73-01587) ngừng hoạt động và loại khỏi biên chế, đây cũng là chiếc đầu tiên được giao cho Không quân Mỹ vào tháng 3 năm 1982.

## Quốc gia sử dụng
Hoa Kỳ
- Không quân Hoa Kỳ

## Thông số kỹ thuật (EC-130H)
Dữ liệu lấy từ Air Force Link: EC-130H Compass Call

### Đặc điểm tổng quát
- Phi hành đoàn: 13 người
- Chiều dài: 30,1 m (98 ft 9 in)
- Sải cánh: 40,41 m (132 ft 7 in)
- Chiều cao: 11,66 m (38 ft 3 in)
- Diện tích cánh: 162,1 m2 (1.745 ft2)
- Trọng lượng không tải: 45.813 kg (101.000 lb)
- Trọng lượng cất cánh tối đa: 70.307 kg (155.000 lb)
- Sức chứa nhiên liệu: khoảng 100.000 lít
- Động cơ: 4 × động cơ tuốc bin cánh quạt Allison T56-A-15, mỗi động cơ có công suất 3.424 kW (4.591 mã lực)
- Cánh quạt: Cánh quạt 4 cánh có thể đảo ngược thay đổi góc độ hoàn toàn tốc độ không đổi; đường kính 4,11 m (13 ft 6 in)

### Hiệu suất bay
- Vận tốc bay hành trình: 480 km/h (300 dặm/giờ; 260 hải lý/giờ)
- Tầm bay: 4.250 km (2.641 dặm, 2.295 hải lý)
- Trần bay: 7.600 m (25.000 ft)